# Tricky Business
Tricky Business (en español Asunto complicado) es una serie de televisión australiana transmitida del 14 de mayo de 2012 hasta el 25 de julio del 2012 por medio de la cadena Nine Network.
La serie se centró en la familia Christie y en sus amigos, en cómo manejan su negocio familiar y su vida personal. Ha contado con la participación de actores invitados como Josef Ber, Hugo Johnstone-Burt, Nicholas Papademetriou, Valentino del Toro, Natalie Saleeba, Saskia Burmeister, Alix Bidstrup, entre otros.
La serie fue cancelada al finalizar la primera temporada debido a sus bajas audiencias.

## Historia
La serie siguió a la familia Christie y en cómo dirigen la empresa familiar, una encargada de cobrar deudas y cómo manejan su vida personal. La familia está conformada por el patriarca Jim Christie, su esposa Claire, su hija mayor Kate, su hija menor Lily y la hija de Kate, Emma Christie.
A ellos se les unió Rick Taylor compañero de trabajo y pareja de Kate, Matt Sloane el chico malo y Chad Henderson un empleado de la familia a quien le encanta estar cerca de Lily.

## Personajes[4]
| Actor          | Personaje       | Trabajo                                                           | Episodios | Temporada |
| -------------- | --------------- | ----------------------------------------------------------------- | --------- | --------- |
| Shane Bourne   | Jim Christie    | Dueño de Sapphire Investigations & exfutbolista                   | 13        | 2012      |
| Debra Byrne    | Claire Christie | Ama de Casa                                                       | 13        | 2012      |
| Gigi Edgley    | Kate Christie   | Empresaria de Sapphire Investigations                             | 13        | 2012      |
| Sophie Hensser | Lily Christie   | Estudiante Universitaria & Trabajadora de Sapphire Investigations | 13        | 2012      |
| Odessa Young   | Emma Christie   | Estudiante                                                        | 13        | 2012      |
| Kip Gamblin    | Rick Taylor     | Empresario de Sapphire Investigations                             | 13        | 2012      |
| Antony Starr   | Matt Sloane     | Agente Independiente Mercantil & exmilitar                        | 13        | 2012      |
| Lincoln Lewis  | Chad Henderson  | Trabajador de Sapphire Investigations                             | 13        | 2012      |

### Personajes Recurrentes
| Actor          | Personaje       | Episodios | Temporada |
| -------------- | --------------- | --------- | --------- |
| Dena Kaplan    | Minnesota Smith | 7         | 2012      |
| Russell Kiefel | Hugh Goodman    | 5         | 2012      |
| Sandy Winton   | Marcus Woodward | 5         | 2012      |
| Rebecca Doyle  | Brooke Goodman  | 3         | 2012      |
| Annie Maynard  | Simone Woodward | 2         | 2012      |

## Episodios
La primera temporada estuvo conformada por 13 episodios.
| #  | Código | Título                         | Director         | Escritor                                | Emisión             |
| -- | ------ | ------------------------------ | ---------------- | --------------------------------------- | ------------------- |
| 1  | 1      | "Bad Debts In Wollongong"      | Shawn Seet       | Greg Haddrick                           | 14 de mayo de 2012  |
| 2  | 2      | "Somebody That I Used To Know" | Shawn Seet       | Jeff Truman                             | 21 de mayo de 2012  |
| 3  | 3      | "Secrets and Lies"             | David Caesar     | Felicity Packard                        | 28 de mayo de 2012  |
| 4  | 4      | "Facing The Music"             | David Caesar     | Tamara Asmar                            | 4 de junio de 2012  |
| 5  | 5      | "Love Bites"                   | Catherine Millar | Fiona Kelly & Greg Haddrick             | 11 de junio de 2012 |
| 6  | 6      | "Opportunity Knocks"           | Catherine Millar | Michelle Offen                          | 17 de junio de 2012 |
| 7  | 7      | "Mothercraft"                  | Garth Maxwell    | John Misto, Jane Allen & Michelle Offen | 18 de junio de 2012 |
| 8  | 8      | "Secret Girls' Business"       | Garth Maxwell    | John Banas                              | 25 de junio de 2012 |
| 9  | 9      | "Space and Time"               | -                | -                                       | 2 de julio de 2012  |
| 10 | 10     | "Skyrockets In Flight"         | -                | -                                       | 11 de julio de 2012 |
| 11 | 11     | "Who Wants To Be An Albatross" | -                | -                                       | 18 de julio de 2012 |
| 12 | 12     | "Bad Hair Day"                 | -                | -                                       | 25 de julio de 2012 |
| 13 | 13     | "Episodio 13"                  | -                | -                                       | 1 de agosto de 2012 |

## Producción
El drama australiana se estrenó el 14 de mayo de 2012, fue filmado en y alrededor de Wollongong y de Sídney, Australia. La serie es producida por Screentime con la asistencia de Screen Australia. El programa fue puesto a la misma ahora que la serie Packed to the Rafters de la cadena Seven Network.